# Kamiennik (Opole)
Kamiennik is een dorp in het Poolse woiwodschap Opole, in het district Nyski. De plaats maakt deel uit van de gemeente Kamiennik en telt 680 inwoners.

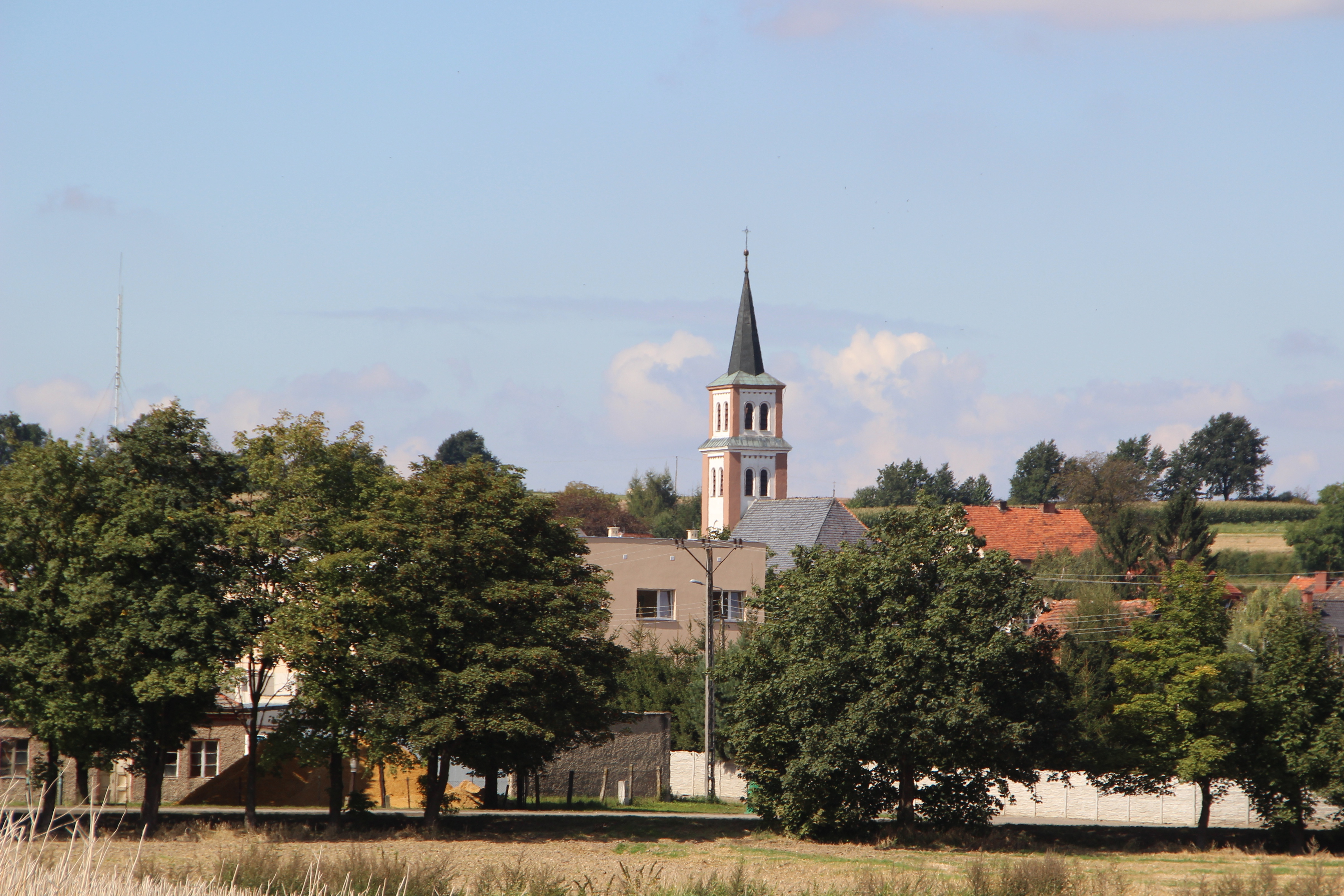